# استیو فلتون
استیو فلتون (انگلیسی: Steve Felton؛ زادهٔ ۶ دسامبر ۱۹۶۹) طبل‌زن اهل ایالات متحده آمریکا است. وی از سال ۱۹۸۷ میلادی تاکنون مشغول فعالیت بوده است.